# NAM – Dienst in Vietnam
NAM – Dienst in Vietnam (Originaltitel: Tour of Duty) ist eine US-amerikanische Fernsehserie über ein Platoon im Vietnamkrieg. Die Serie hat 58 Episoden und wurde in drei Staffeln von 1987 bis 1990 produziert.

## Handlung

### Überblick
Im Mittelpunkt der Serie steht eine von Leutnant Myron Goldman und Sergeant Clayton „Zeke“ Anderson angeführte Infanterieeinheit, ein Zug (Platoon) der Bravo Company. In der Kompanie dienen unter anderem Weiße, Afroamerikaner und Latinos. Die Probleme der US-Armee im Dschungelkrieg, das Leid und der Tod werden dramatisch und für eine damalige TV-Produktion weitgehend realistisch dargestellt. Die Serie zeigt das Chaos des Vietnamkrieges aus der Perspektive der beschriebenen Einheit, welche sich in aller Regel, oftmals auch siegreich, aus den Gefechten retten kann. Dabei werden auch amerikanische Kriegsverbrechen, wie etwa Massaker an der Zivilbevölkerung, in einigen Folgen der Serie thematisiert. Weitere kritische Themen sind Drogen, Rassismus, unfähige Vorgesetzte, Kriegsgefangenschaft, Wehrpflicht, negative Kriegsberichterstattung in der Heimat und der Umgang mit Pazifismus, sowie das Unverständnis des zivilen Amerika für die Vietnamveteranen und deren problematische Integration in die Gesellschaft.

### Staffel 1
Der Vietnamkrieg ist in vollem Gange: Nach dem Tonkin-Zwischenfall greifen die USA mit Bomberverbänden und Soldaten Nordvietnam an, darunter auch die Bravo Company, die auf der vorgeschobenen Basis Firebase Ladybird stationiert ist. Die Kompanie rückt zu Kampfpatrouillen in den Dschungel vor und wird wiederholt in Gefechte verwickelt. Immer wieder erleidet die Bravo Company Verluste, wobei Todesfälle nur Nebenrollen betreffen. Goldman hat zunächst eine Liebesbeziehung zur Krankenschwester Leutnant Nikki Raines (Pamela Gidley), doch bricht die Beziehung auseinander.
| Nr.  | Deutscher Titel                      | Originaltitel                   |
| ---- | ------------------------------------ | ------------------------------- |
| 1-01 | Zeit der vergessenen Helden          | Tour of Duty                    |
| 1-02 | Geschichten aus dem Untergrund       | Notes from the Underground      |
| 1-03 | Befehlsverweigerung                  | Dislocations                    |
| 1-04 | War Lover                            | War Lover                       |
| 1-05 | Der Hinterhalt                       | Sitting Ducks                   |
| 1-06 | Bis aufs Blut                        | Burn, Baby, Burn                |
| 1-07 | Leben ohne Chance                    | Brothers, Fathers, and Sons     |
| 1-08 | Kampf um die Sendestation            | The Good, The Bad, and the Dead |
| 1-09 | Vermisst, aber nicht aufgegeben      | Battling Baker Brothers         |
| 1-10 | Die Fesseln der Schuld               | No Where to Run                 |
| 1-11 | Eingekesselt                         | Roadrunner                      |
| 1-12 | Folgen einer Kriegsberichterstattung | Pushin’ Too Hard                |
| 1-13 | Abgestürzt                           | USO Down                        |
| 1-14 | Lebendig begraben                    | Under Siege                     |
| 1-15 | Fronturlaub                          | Soldiers                        |
| 1-16 | Der Marsch im Dunkeln                | Gray-Brown Odyssey              |
| 1-17 | Der Feind in den eigenen Reihen      | Blood Brothers                  |
| 1-18 | Einmal Soldat, immer Soldat          | The Short Timer                 |
| 1-19 | Korsisches Gold                      | Paradise Lost                   |
| 1-20 | Der Gnadenengel                      | Angel of Mercy                  |
| 1-21 | Der Hügel                            | The Hill                        |

### Staffel 2
Nachdem die Basis Ladybird vom Feind überrannt wurde, wird die Bravo Company auf die Basis Than Son Nhut vor den Toren Saigons verlegt. In der zweiten Staffel wird die Serie um einige Hauptdarsteller wie den Hubschrauberpiloten Lt. Johny MacKey (Dan Gauthier), die Journalistin Alex Devlin (Kim Delaney) und die Psychiaterin Jennifer Seymour (Betsy Brantley) erweitert. Während Goldman und MacKey um die Gunst von Alex buhlen, hat es Sgt. Anderson mit Jennifer einfacher.
| Nr.  | Deutscher Titel         | Originaltitel           |
| ---- | ----------------------- | ----------------------- |
| 2-01 | Machenschaften – Teil 1 | Saigon, part one        |
| 2-02 | Machenschaften – Teil 2 | Saigon, part two        |
| 2-03 | Die Delta-Einheit       | For What It’s Worth     |
| 2-04 | Der Gefreite Martsen    | True Grit               |
| 2-05 | Alles nur Schein        | Non-Essential Personnel |
| 2-06 | Die Jagd                | Sleeping Dogs           |
| 2-07 | Nacht in Cholon         | I Wish It Would Rain    |
| 2-08 | Gefährlicher Alleingang | Popular Forces          |
| 2-09 | Der Boxer               | Terms of Enlistment     |
| 2-10 | Die einzige Zeugin      | Nightmare               |
| 2-11 | Das gelobte Land        | Promised Land           |
| 2-12 | Der Spitzel             | Lonesome Cowboy Blues   |
| 2-13 | Späte Erkenntnis        | Sins of the Fathers     |
| 2-14 | Alles nur Tarnung       | Sealed With a Kiss      |
| 2-15 | Blutige Streifen        | Hard Stripe             |
| 2-16 | Liebe an der Front      | The Volunteer           |

### Staffel 3
In der dritten Staffel wird die Bravo-Company der Spezialeinheit MACV-SOG unterstellt und zu verdeckten Operationen in Kambodscha eingeteilt. Die Serie endet mit der 21. Folge dieser Staffel, die thematisiert, wie schwer es für die Vietnamheimkehrer ist, zuhause in den Vereinigten Staaten wieder ein bürgerliches Leben zu führen.
| Nr.  | Deutscher Titel            | Originaltitel                               |
| ---- | -------------------------- | ------------------------------------------- |
| 3-01 | In den Händen der Vietcong | The Luck                                    |
| 3-02 | Einer bleibt übrig         | Doc Hock                                    |
| 3-03 | Andersons neue Erkenntnis  | The Ties that Bind                          |
| 3-04 | Mächtig und alleine        | Lonely at the Top                           |
| 3-05 | Der Affendoktor            | A Bodyguard of Lies                         |
| 3-06 | Eine logische Konsequenz   | A Necessary End                             |
| 3-07 | Im siebten Himmel          | Cloud Nine                                  |
| 3-08 | Der Ho-Chi-Minh-Pfad       | Thanks for the Memories                     |
| 3-09 | Ich bin wie ich bin        | I Am What I Am                              |
| 3-10 | Freier Fall                | World in Changes                            |
| 3-11 | Vietnam, Weihnachten 1968  | Green Christmas                             |
| 3-12 | Die entführte Prinzessin   | Odd Man Out                                 |
| 3-13 | Die Bewährungsprobe        | And Make Death Proud to Take Us             |
| 3-14 | Ein Orden für einen Toten  | Dead Man Tales                              |
| 3-15 | Der Gefangenentransport    | The Road to Long Binh                       |
| 3-16 | Vermisst                   | Acceptable Loses                            |
| 3-17 | Szenen des Schreckens      | Vietnam Rag                                 |
| 3-18 | Die Untersuchung           | War Is a Contact Sport                      |
| 3-19 | Das Massaker von Phu An    | Three Cheers for the Orange, White and Blue |
| 3-20 | Die Befreiung              | The Raid                                    |
| 3-21 | Heimkehrer                 | Payback                                     |

## Kritik
“In trying to be all things to all people, if possible without offending anybody, Tour of Duty winds up firmly on the side of saying nothing and distorting everything.”

„Im Versuch, es allen recht zu machen, dabei möglichst niemandem zu nahe zu treten, bewegt sich Tour of Duty deutlich auf der Seite, nichts zu sagen und alles zu verzerren.“

## Auszeichnungen
- Primetime Emmy Awards 1990-Nominierung für Primetime Emmy Outstanding Sound Mixing for a Drama Series
- Primetime Emmy Awards 1989-Nominierung für Primetime Emmy Outstanding Sound Mixing for a Drama Series
- Primetime Emmy Awards 1988 für Primetime Emmy Outstanding Sound Mixing for a Drama Series
- American Cinema Editors 1988-Nominierung für Eddie Best Edited Episode from a Television Series
- Troféu Imprensa, Brasilien 1990-Nominierung für die beste Serie
- Viewers for Quality Television Awards 1990-Nominierung für Best Actor in a Quality Drama Series (Terence Knox)
- Viewers for Quality Television Awards 1989 Founder's Award für Terence Knox

## Musik
Die Titelmelodie ist eine gekürzte Version des Rolling-Stones-Songs Paint It Black; der Abspann wird von einem Instrumental dieses Songs unterlegt. Titel der Rolling Stones sind auch des Öfteren als Hintergrundmusik zu hören; ohnehin verwendet die Serie vornehmlich die zur Zeit des Vietnam-Krieges populäre Musik, die heute oftmals als Classic Rock bezeichnet wird, darunter Creedence Clearwater Revival, Jimi Hendrix und Jefferson Airplane. Die DVD-Version verwendet eine instrumentelle Titelmelodie, und ein Großteil der Musik wurde durch weniger bekannte Songs oder Instrumentals ersetzt. Möglicherweise geschah dies aus rechtlichen Gründen. In den Niederlanden wurde ein Großteil der in der Serie verwendeten Originaltitel auf sieben Alben veröffentlicht. Gleichfalls wiederveröffentlicht wurde in der Folge der Titelsong Paint It Black, der daraufhin im Mai 1990 wieder den ersten Platz der niederländischen Top 40 belegte.

## Hintergründe
Die erste Staffel der Serie wurde auf Hawaii, die Staffeln zwei und drei am Set von M*A*S*H in Kalifornien gedreht.

## DVD
Die erste und die zweite Staffel wurden (aufgeteilt in jeweils zwei DVD-Boxen) im Dezember 2011 bzw. im März 2012 in Deutschland veröffentlicht. Die dritte Staffel ist am 29. Juni 2012 in zwei Halbstaffeln veröffentlicht worden. Außerdem ist eine Gesamtedition mit allen Staffeln in Form einer Munitionskiste aus Pappkarton im November 2012 erschienen. Bei der Veröffentlichung der ersten Staffel wurde der originale Vorspann mit dem Lied Paint It Black verwendet, welcher in der US-Version aus rechtlichen Gründen durch ein anderes Lied ersetzt wurde.